# Dysschema tibesis
Dysschema tibesis är en fjärilsart som beskrevs av Druce 1884. Dysschema tibesis ingår i släktet Dysschema och familjen björnspinnare. Inga underarter finns listade i Catalogue of Life.